# Sala Baker
Sala Baker (* 22. září 1976 Wellington, Nový Zéland) je novozélandský herec a kaskadér. V trilogii Pán prstenů hrál Saurona, skřety a vojáky Rohanu a Gondoru. Kaskadéra např. v Pirátech z Karibiku: Truhla mrtvého muže nebo v Letopisech Narnie.

## Filmografie
- 2013 Parker
- 2010 62 Pickup
- 2009 Blood and Bone
- 2009 Star Trek
- 2007 Království
- 2006 F8
- 2005 Útěk z vězení (seriál)
- 2005 Pán fanoušků: Společníci prstenu
- 2003 Pán prstenů: Návrat krále
- 2002 Pán prstenů: Dvě věže
- 2001 Pán prstenů: Společenstvo prstenu